# Sant Vicenç de les Roquetes
Sant Vicenç de les Roquetes és una capella romànica protegida com a bé cultural d'interès local al terme municipal de Sant Julià de Ramis (el Gironès). Establerta com a canònica agustiniana al segle xii passà a ser usada com a masia.

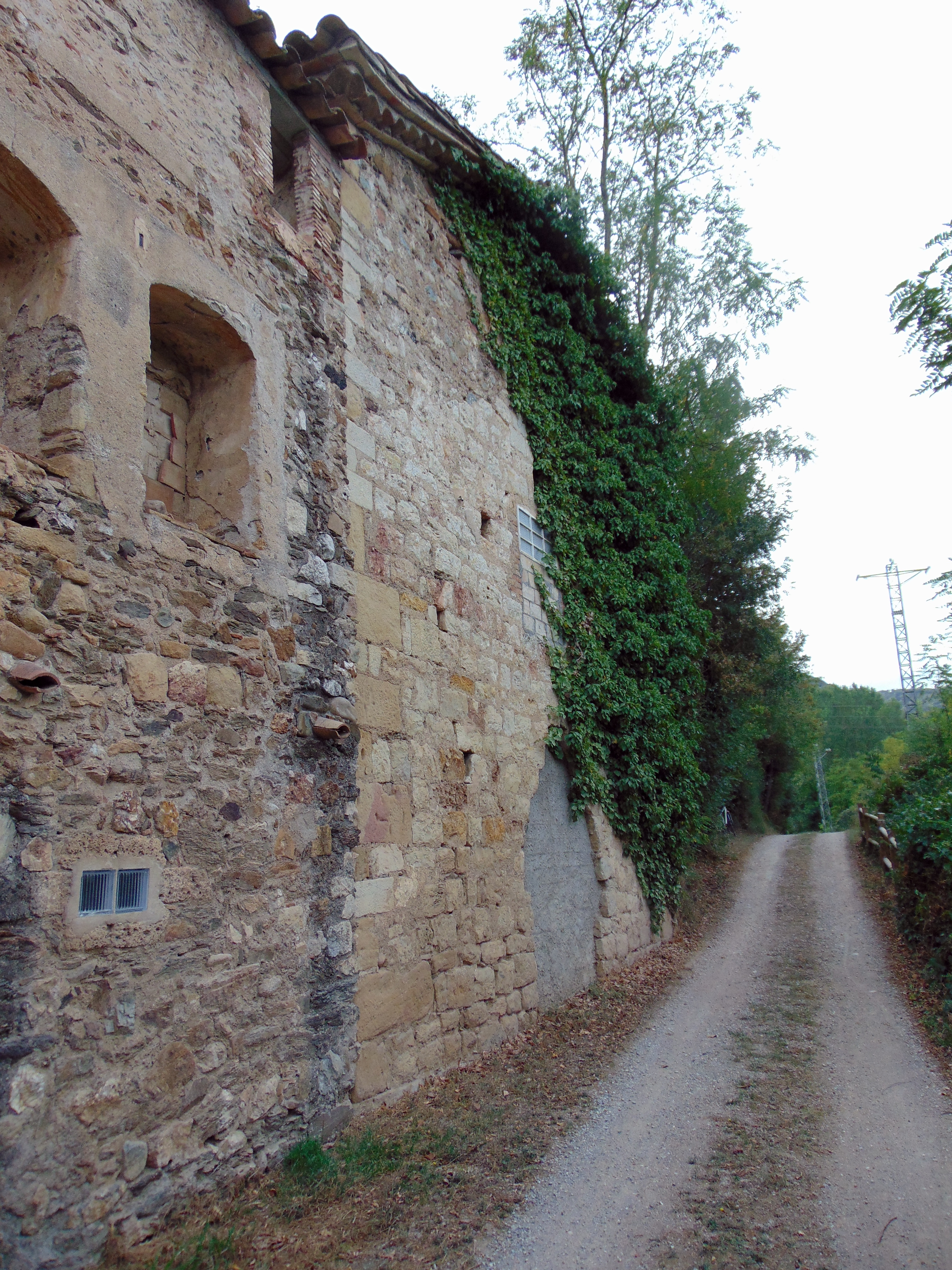

El 1187 el bisbe de Girona dona llicència a l'ardiaca de Girona Ramon per a introduir una canònica agustiniana a l'oratori de Sancti Vicentii de Rocha. El 1204 Joan, capellà de Sant Sadurní de Vilavenut, fa donació a Sancti Vicentii de Rocha de 1.200 sous barcelonins. El 1240 Joan, de Sant Julià, confia a Sancti Vicentii de Rupe el seu cos i 15 sous. El 1250 Guillem ven a l'altar de Sancti Vicentii de Rupe el lot de les seves terres. El 1275 Bernard, prior, té relació amb Sancti Juliani de Rama.
L'edifici és d'una sola nau, de volta de canó lleugerament apuntada i absis semicircular de volta de quart de cercle. Hi ha un lleuger arc triomfal amb una obertura de creu llatina i que dona pas a la volta, arrebossada. L'absis té una cornisa de quart de canya que clou la nau, una finestra de biaix a la part esquerra, tapada a l'exterior per l'acumulació de terra. L'absis està ocupat per una tina de trepitjar raïm, en desús. L'entrada passa per sota del cor posterior, mig desfet. A la part esquerra de la nau hi ha un esbornac de pas que comunica amb Can Sant Vicenç. La part dreta està més desfeta per obertures posteriors. La façana oest no és romànica sinó posterior, cosa que es veu amb el canvi de carreus, menys treballats. La porta dovellada ha estat arrencada. Al damunt hi ha una obertura posterior i una finestra de biaix.
La coberta està plena de vegetació i l'absis està mig soterrat.
La cantonera de la façana està feta amb carreus romans de la torre de guaita romana que hi havia a la muntanya.
La porta dovellada fou recuperada pels amos de Can Cavallé quan estaven a punt de robar-la, i actualment es guarda a casa seva.